# Скотт Арніел
Скотт Вільям Арніел (англ. Scott William Arniel; нар. 17 вересня 1962) — колишній канадський професійний хокеїст та хокейний тренер. З кінця жовтня 2023 року виконував обов'язки головного тренера команди НХЛ «Вінніпег Джетс». Наразі помічник головного тренера команди «Вінніпег Джетс».